# 嘉諾撒聖瑪利書院
嘉諾撒聖瑪利書院（英語：St. Mary's Canossian College，簡稱）位於香港九龍尖沙咀柯士甸道 162 號，由嘉諾撒仁愛女修會於 1900 年 2 月創辦，是香港歷史悠久的女子中學。學校以英語為官方教學語言。為香港補助學校議會 22 所成員學校之一，故被坊間稱為香港教會主辦的 22 間「傳統名校」之一。嘉諾撒聖瑪利書院為兩家小學嘉諾撒聖瑪利學校及天神嘉諾撒學校的一條龍中學。在 2025 香港最具教育競爭力中學 100 強龍虎榜中排名第 5 位，屬 Band 1A 中學。聖瑪利的學生稱為「聖瑪利人」（St. Marian）。

## 歷史
嘉諾撒聖瑪利書院是由嘉諾撒仁愛修會於1900年2月創辦，原稱為聖瑪利學校中學部，1960年才改為現稱。創校初期，學校主要服務居住在九龍區的葡國籍學生，當時衹設兩間課室，收容學生30多人。1903年，校舍加建兩座建築，並於1922年增建漆咸道大樓。隨著本地學生佔越來越多，校舍不斷擴建。1953年，教堂與另一座校舍建築 St. Magdalene Building 落成，其後更增設室內運動場及實驗室等設施。校舍的聖米高樓（校內人稱 St. Michael Building）於1991年被列為香港二級歷史建築。2010年，主樓及聖米高樓均被評為香港一級歷史建築。
- 歷任校監
  - 趙勵德修女[5]
  - 陳心意修女（同時為嘉諾撒聖家書院校長，2007 - ）
  - Sr. Rosangela Casati (？-2007)
- 歷任校長
  - 華愛貞修女[5]
  - 黎義德修女 Sr. Ida Sala（1978-1991）[6]
  - 凌蕙彤修女（1991-2000）
  - 區綺婷修女（2000-2007）
  - 李王少玉女士（2007-2015）
  - 黃慧珍女士（2015-）

## 辦學宗旨
- 傳揚基督的福音
- 發展全人教育

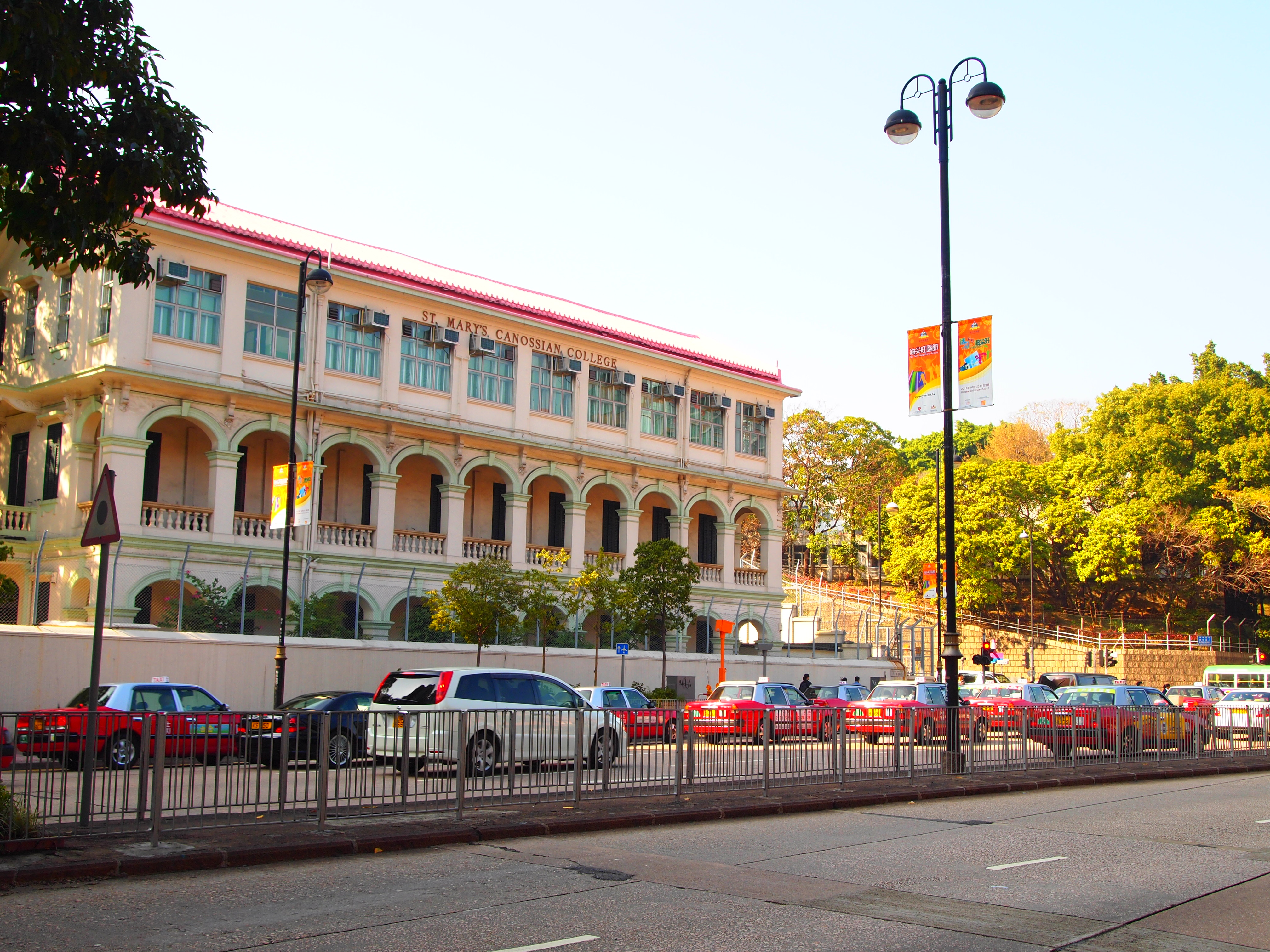
學校外貌

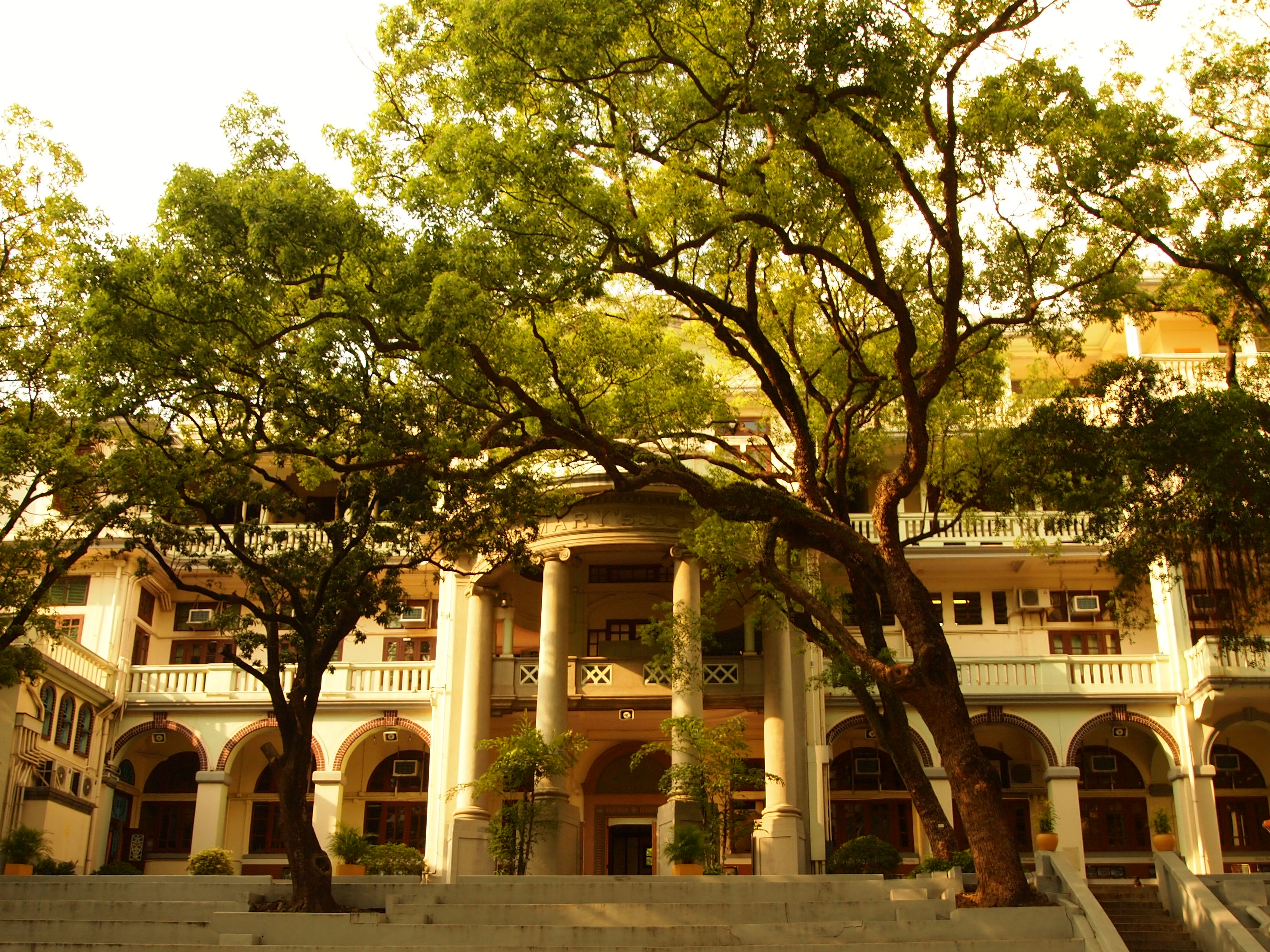
學校主樓

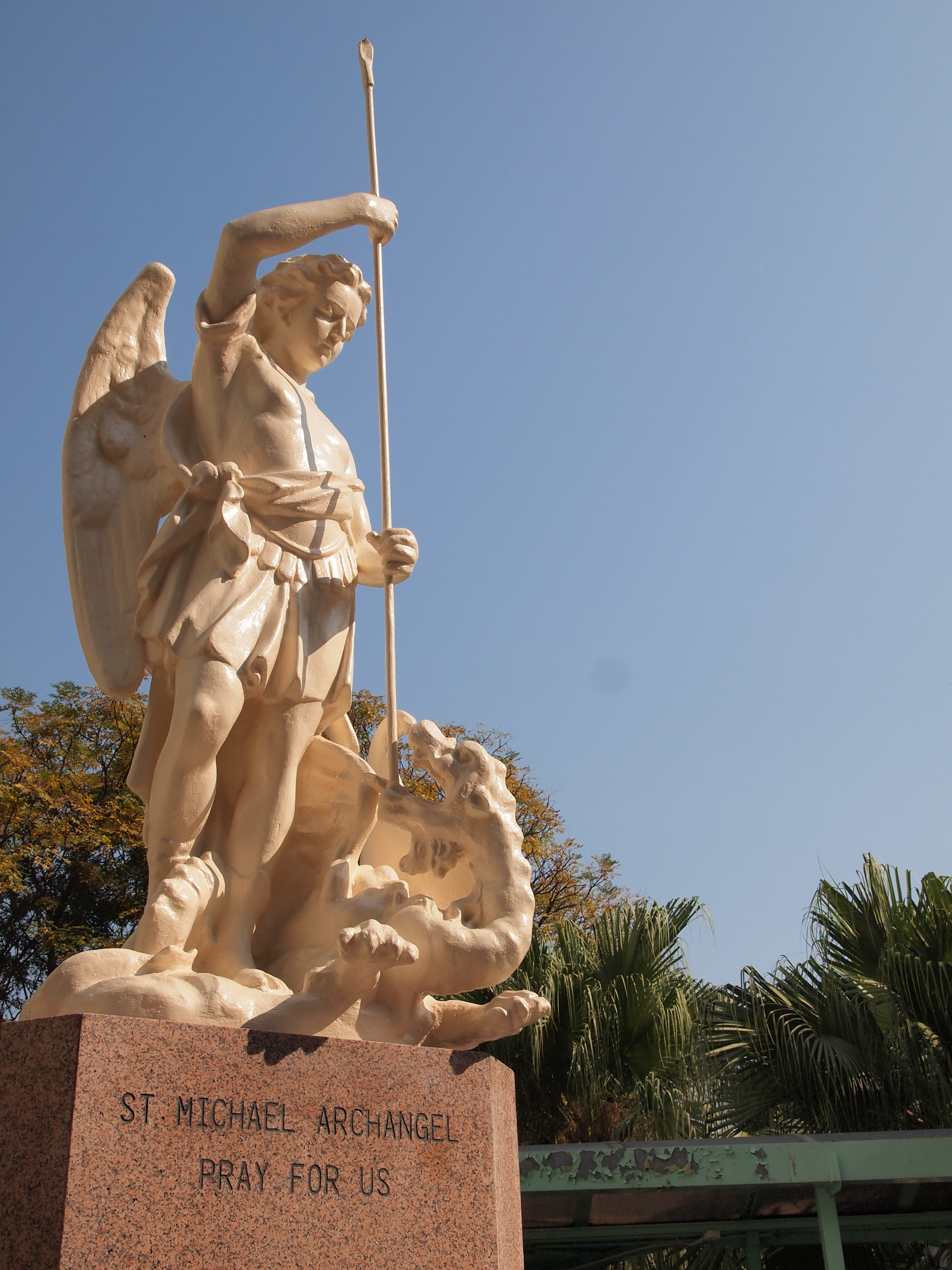
聖米高像

- 培養學生自律、自重、樂觀及積極參與課外活動及社會服務的精神

## 校舍設施
學校設置了有蓋操場、籃球場、上操場、校務處、圖書館、地理室、美術室、音樂室、縫紉室、家政室、英語活動室、示範室、多媒體室、活動室，另有多個電腦室及實驗室。

## 班別架構
學校共有約1000名學生，中一至中六各有6班。於會考年代，中四至中六各設2班商科、2班理科及2班文科。學校逐步推行普通話教學政策，自2005-2006學年起於6班中一之中設2班以普通話教授中文科。中一至中二每級均設有1班普通話班。但學校近代已經取消了，改為全部都是粵語班。

## 學生會架構
每位學生為學生會基本成員之一。
學生會幹事由以下職位組成：
- 會長
- 副會長
- 內部文書
- 外部文書
- 財政
- 聯絡主任
- 紅社社長
- 黃社社長
- 藍社社長
- 白社社長
- 電腦人員
- 美術設計員
- 副屬幹事

## 校服
聖瑪利的冬季和夏季校服與兩間姊妹校聖心和聖方濟各均是同一款式，不同的只在於顏色和校徽。
學校對校服和外表儀容的要求非常嚴格，風紀每天都會檢查學生校裙是否及膝、耳環是否合規格和書包有沒有花巧的配飾等等。訓導老師經常提醒同學不容許任何「標奇立異」，並進行突擊檢查。學生的髮型亦受到規管，長頭髮的必須用黑色、藍色或白色的辮子束起，染髮也是嚴禁的。

### 夏季校服
白色連身百摺裙和寶藍色領呔，配戴整齊合身之寶藍色腰帶，白色短襪和黑色皮鞋。校裙長度以挺直腰部靠牆直立直望時離膝不超過 3 吋為標準。校裙之鈕扣及拉鍊必須全部扣上，不可以穿有顏色的打底褲和用運動褲代替。舊制高考生及新制中五中六生則穿著白色連身百摺裙，和藍色印有校徽，俗稱「花呔」的西裝領帶及配白色腰帶，白色短襪和黑色皮鞋。

### 冬季校服
深藍色背心絨布連身百摺裙，配白色的恤衫，寶藍色西裝領呔，配戴寶藍色腰帶，白色長襪和黑色皮鞋。高中的配置與夏季校服相同。

### 運動服
白色為底色的運動服，領口和袖邊均是有黑色圍邊，配黑色的運動短褲，在左腳的位置有一條代表社(紅/藍/黃/白)的顏色，白色的運動襪及白色運動鞋。

## 興趣學會
- 中國文化學會
- 航空學會
- 視藝學會
- 時事學會
- 家政學會
- 音樂學會
- 攝影學會
- 體育學會
- 科學及天文學會
- 數學學會

### 天主教組織
- 禮儀組
- 代禱組
- 早會合唱團
- 聖母軍
- 小惠會

### 制服團體
- 少年警訊領袖團
- 女童軍
- 少年警訊普通會員
- 紅十字會
- 崇德社

### 學長及風紀組織
- 音響視覺學長
- 就業及升學輔導學長
- 中文學長
- 風紀
- 英文學長
- 成長輔導學長
- 電腦學長
- 圖書館管理員

### 大使
- Community Service Ambassador
- Environmental Protection Ambassador
- History Ambassador
- Reading Team Ambassador

## 出版刊物
- The St. Marian（页面存档备份，存于）
- 校刊
- 菁華

## 公開考試佳績
在歷屆香港中學會考及香港中學文憑考試，嘉諾撒聖瑪利書院是產生最多會考「10A狀元」及文憑試「7科5**狀元」（在甲類科目中至少3個選修科及4個核心科獲得5**成績）的學校之一，截至2025年，共有7位，其中2位會考「10A狀元」及5位文憑試「7科5**狀元」，排名全港第12。
- 香港中學會考（HKCEE）：聖瑪利規定每人必須於會考修讀八科，亦有部份學生會自修第九第十科，多年來出產多名8A、9A狀元，並於歷屆香港中學會考出產了多名9A狀元：1986、1989、1998、1999、2000（未能盡錄）及2位10A狀元: 2003、2005。
- 香港中學文憑考試（HKDSE）：聖瑪利出產了5名「7科5**狀元」（在甲類高中科目中至少3個選修科及4個核心科獲得5**的成績）。在2012年首屆中學文憑試中產生了一名女狀元（郭芳恩）（8個5**超級狀元) 。在2014年文憑試中產生了一名「7科5**狀元」（黃靖桐）；在2015年文憑試中再產生2名「7科5**狀元」（黃沚堯及錢凱瑤）。在2021年文憑試中產生了一名（8個5**超級狀元) （余尚穎）。

### 香港中學會考及香港中學文憑考試狀元
- 1986年：陳爾蘭：九優狀元，於麻省理工學院升學。[11][12]
- 1989年：梁煥枝：九優狀元。[13]
- 2003年：黎至穎：十優狀元。[14]
- 2005年：蔣嘉欣：十優狀元，於香港大學修讀內外全科醫學士。[15]
- 2012年：郭芳恩：（8個5**超級狀元) ，於香港大學修讀工商管理學學士(法學)及法學士雙學位。[16]
- 2014年：黃靖桐：「7科5**狀元」，於香港大學修讀內外全科醫學士。[17]
- 2015年：錢凱瑤：「7科5**狀元」，於香港大學修讀內外全科醫學士。[18][19]
- 2015年，黃沚堯：「7科5**狀元」，於香港大學修讀心理學社會科學學士。[18][19]
- 2021年：余尚穎：（8個5**超級狀元)，於香港大學修讀內外全科醫學士。 [20][21]

## 香港傑出學生選舉
截至2024年（第39屆），聖瑪利在香港傑出學生選舉共出產22名香港傑出學生，排名全港第2。

## 姊妹學校
- 嘉諾撒聖心書院
- 嘉諾撒聖方濟各書院
- 嘉諾撒書院
- 嘉諾撒聖家書院
- 嘉諾撒培德書院
- 康有為紀念小學（廣州）

## 著名/傑出校友
政治、社福及經濟界
- 高佩雲：香港首位女機師及亞洲首位女太空人
- 羅范椒芬，大紫荊勳賢，GBS，JP：教育統籌局常任秘書長 (2002年至2006年)、廉政專員 (2006年至2007年)、全國人大代表、前行政會議成員、新民黨創黨成員
- 戴婉瑩，GBS，OBE，JP：前申訴專員公署申訴專員
- 丁葉燕薇，SBS，JP：前行政長官辦公室常任秘書長、前郵政署署長
- 蕭黃樂怡：前民政總署政務主任、政制事務局助理局長及保安局助理局長，現任青年音樂訓練基金行政總裁
- 嚴挹梅：美國三藩市區洛思阿圖斯山丘首位華裔女市長
- 莫慕貞：香港教育大學評估研究及發展中心總監
- 蔡睟盎：北京大學首任校長蔡元培先生長女
- 胡孟青：香港著名股評家
- 高靜芝，GBS，SBS，JP：前婦女事務委員會主席、前嶺南大學校董會副主席、中央政策組全職顧問
- 碧樺依：有社福界「民主女神」之稱，現為香港社會服務聯會社會影響研究中心經理、國際特赦組織香港分會執委會委員、香港中文大學社會工作學系助理教授，曾擔任促進種族和諧委員會的委員。
- 黃好儀：香港青年協會督導主任 (青年交流)、龍傳基金秘書長
- 楊勵賢：香港女性政治人物、教育家
- 梁凱晴：香港女性政治人物、前觀塘區議員、民主派社區組織「觀塘願景」召集人
- 伍周美蓮：前香港區議員及立法局議員[23]

法律及教育界
- 葉玉如，SBS，MH，JP：國際頂尖神經生物學家，現任香港科技大學校長，前香港科技大學副校長
- 陳靜芬：，SC香港資深大律師
- 鄭若驊，大紫荊勳賢，SC，JP：前律政司司長
- 劉少儀：香港大律師，現任香港特別行政區政府律政司政府律師
- 范凱琳：高級助理刑事檢控專員
- 傅悅耳：律政司高級檢控官、署理助理刑事檢控專員（犯罪得益）
- 梁淑儀：香港仔聖伯多祿天主教小學、柴灣角天主教小學及前天主教英賢學校校長
- 邱藹源：前沙田培英中學校長
- 孔碧儀：香港大學中文學院中文增補課程擔任助理講師
- 潘靄玲：聖公會主愛小學校長

娛樂及文化界
- 李小龍：香港世界著名武打巨星，小學就讀於早年有男女生的嘉諾撒聖瑪利學校 (己故)
- 吳婉儀：原名吳婉儀又名吳沅儀，香港女演員及節目主持。曾為無綫電視、佳藝電視、亞洲電視及香港電視網絡旗下藝人，近年則多替ViuTV及香港電台電視部拍攝電視劇。吳於2016年憑《五個小孩的校長》入圍第35屆香港電影金像獎「最佳女配角」獎提名之列。
- 張可頤：著名香港女演員、2003年TVB萬千星輝頒獎典禮最佳女主角、1994年香港小姐
- 但茱迪：1952年度香港小姐競選冠軍、1952年環球小姐殿軍
- 陳文玉：1978年度香港小姐競選冠軍
- 郭羨妮：1999年度香港小姐競選冠軍、2000年國際華裔小姐冠軍
- 曹敏莉：2003年度香港小姐競選冠軍、2004年國際華裔小姐亞軍
- 吳文忻：1998年度香港小姐競選季軍
- 樊亦敏：1991年度香港小姐競選最上鏡小姐
- 素黑：香港著名作家，心性治療師、催眠師。
- 袁詠瑤：香港作家、前美國男性月刊 esquire 《君子雜誌》香港版首位女主編。
- 汪育華：腎病科專家
- 何嘉麗：載通國際企業傳訊部主管、1980年代後期香港著名DJ
- 劉晨芝：美國及香港歌手
- 孫尹婷：香港豎琴演奏家
- 黃蔚然：鋼琴演奏家，霍洛維茲國際青少年鋼琴大賽中級組歷屆最年輕的冠軍得獎者
- 曹蕙蘭：香港歌手、前有線電視節目主持
- 陸嘉敏：前無綫新聞記者、主播，現與家屬移民加拿大卡加利。
- 彭秀慧：香港跨媒體創作人，曾編寫、導演及主演多個劇場及電影作品。
- 劉秀盈：香港電台節目主持人、曾主持《警訊》
- 潘杰寧：香港藝人
- 蔡淑儀：香港電台記者、前有綫電視新聞記者
- 嚴穎嘉：香港藝術家
- 張韻琪：前香港大學學生會會長，於民調風波成功代表港大學生會把前港大校長鄭耀宗拉下台
- 謝曉瑩：新一代粵劇名花旦
- 麥穎芝：新城電台節目主持人
- 余文詩：前無綫電視節目主持人
- 雷琛瑜：香港歌手
- 鐘嘉佑：香港童星
- 吳浣儀：香港影視演員
- 黎海珊：前香港無綫電視、亞洲電視及電影女藝人、前商業電台、新城電台及D100唱片騎師
- 廖杏茵：香港女配音員[24]
- 曾景祥：已故香港知名電影音效師 (預科)
- 胡凱澄：香港電台節目主持人
- 陳俞希: ViuTV藝人。
- 麥淑螢：前亞洲電視主持人
- 陳潔靈：香港女歌手
- 吳紫韻：TVB藝人
- 雲影畦：前香港電台助理廣播處長及電視劇監製（1960年中五）[25]

公共服務界
- 曾艷霜：警務處助理處長（服務質素）[26]
- 吳譚潔德：東華三院總理及前香港愛護動物協會會長[27]

商界
- 姜張麗青：前安利中國大陸、台灣及香港地區副總裁

## 參閱
- 香港教育
- 香港中學教育
- 香港中學列表

## 外部連結
- 嘉諾撒聖瑪利書院（页面存档备份，存于）
- 嘉諾撒聖瑪利書院學生會（页面存档备份，存于）
- 嘉諾撒聖瑪利書院舊生會（页面存档备份，存于）
- 嘉諾撒聖瑪利書院家長教師會（页面存档备份，存于）
- 嘉諾撒聖瑪利書院圖書館（页面存档备份，存于）